# Grammisgalan 2015
Grammisgalan 2015 hölls på Cirkus i Stockholm den 25 februari 2015, och gällde 2014 års prestationer. Galan sändes i SVT 1, och Gina Dirawi var programledare.

## Priser
- Årets artist: Tove Lo
- Årets album: First Aid Kit – Stay Gold
- Årets låt: "Habits (Stay High)" – Tove Lo
- Årets pop: Little Jinder – Little Jinder
- Årets rock: Kent – Tigerdrottningen
- Årets nykomling: Seinabo Sey
- Årets kompositör: Max Martin
- Årets textförfattare: Joakim Berg – Tigerdrottningen
- Årets hiphop/soul: Lorentz – Kärlekslåtar
- Årets hårdrock/metal: At the Gates – At War With Reality
- Årets jazz: Daniel Karlsson Trio
- Årets elektro/dans: Rebecca & Fiona – Beauty Is Pain
- Årets producent: Magnus Lidehäll
- Årets folkmusik/visa: Sven-Bertil Taube – Hommage
- Årets klassiska: Norrköpings Symfoniorkester & Christian Lindberg
- Årets barnalbum: Glada Hudikteatern, Salem Al Fakir och Pontus De Wolfe – Trollkarlen från Oz
- Årets dansband: Elisa's
- Årets musikvideo: Max Vitali för Röyksopp och Robyns "Monument"
- Årets hederspris: Lill Lindfors

### Fotnoter
1. ↑  ”SVT1 2015-02-25”. Svensk mediedatabas. 25 februari 2015. https://smdb.kb.se/catalog/id/003565195. Läst 1 mars 2017.